# Elwood Richard Quesada
Elwood Richard Quesada conhecido também por Pete, (Washington, D.C., 13 de abril de 1904 — Júpiter, Flórida, 9 de fevereiro de 1993), foi um tenente-general da Força Aérea dos Estados Unidos, FAA, mais tarde, dono e técnico de um Clube de beisebol Major League Baseball. 

## Biografia
Elwood nasceu em Washington, D.C., em 1904, filho de uma mãe irlandesa-americana e seu pai descendência espanhola.
Em setembro de 1924, Quesada se alistou no Força Aérea dos Estados Unidos como cadete e foi contratado como um oficial da reserva, um ano depois. Ele tinha uma grande variedade de atribuições como assessor de oficiais superiores, adido militar e conselheiro técnico para outras forças aéreas. Ele também fez parte da equipe com Ira Eaker e Carl Spaatz que desenvolveu e demonstrou reabastecimento em 1929 no ponto de interrogação. Todos os cinco membros receberam prêmio da Distinguished Flying Cross.